# Équilibre de marché
En économie, un équilibre de marché est un vecteur de prix tel que, pour ce vecteur, l'offre de chaque bien est égale à la demande pour chaque bien.
Si les bien considérés représentent l'ensemble des biens disponibles dans l'économie étudiée, on parle d'équilibre général. Sinon, il s'agit d'un équilibre partiel.
L'équilibre de marché est un état stable : personne n'est rationné (tout le monde peut réaliser son plan), il y a absence de tendance endogène au mouvement, il s'agit d'un état de repos.
Il faut prendre garde au fait que, contrairement à l'acception habituelle du terme, l'équilibre de marché ne désigne pas un état, mais une liste de prix. Parler d'une économie à l'équilibre est ainsi le plus souvent abusif, car on ne spécifie en général pas le processus conduisant à cet équilibre (voir le crieur de prix de Léon Walras).